# 준불의
준불의(雋不疑, ? ~ ?)는 전한 중기의 관료로, 자는 만천(曼倩)이며 발해군 사람이다.

## 생애
《춘추》를 익혀 평소의 언행은 모두 예에 들어맞았으며, 그 명성이 주와 군에 떨쳐졌다.
무제 말기, 각지에 도적이 들끓으니 조정에서는 수의어사(繡衣御史) 포승지로 하여금 각지를 돌며 토벌을 감독하게 하였다. 포승지는 예전부터 준불의의 명성을 익히 알고 있었기 때문에, 발해에 다다랐을 때 사람을 시켜 준불의를 만나려 하였다. 준불의는 칼을 찬 채로 관청에 왔는데, 관원이 칼을 거두어 가려 하니 준불의가 저항하였다. 멀리서 광경을 지켜본 포승지는 준불의의 풍채가 매우 위엄이 있다고 생각하여, 급히 몸소 마중 나와 준불의를 맞이하였다. 준불의와 이야기를 나눈 포승지는 그가 범상치 않은 인물이라고 생각하여, 무제에게 천거하였다. 준불의는 무제의 부름을 받아 청주자사가 되었다.
시원 원년(기원전 86년), 제효왕의 손자 유택(劉澤)이 연왕을 제위에 올리기 위해 각지의 호걸들과 함께 반란을 획책하였다. 유택은 먼저 준불의를 죽이려 하였으나 준불의는 오히려 병경후 유성(劉成)을 통해 먼저 알아차리고 이를 진압하였고, 공적을 인정받아 경조윤이 되고 100만 전을 받았다.
준불의가 경조윤이 된 후, 수도에서는 그의 위신을 두려워하게 되었다. 준불의의 어미는 그에게 벌을 가볍게 내려준 죄인이 얼마나 되었는지 물었는데, 그 수가 많으면 기뻐하고 한 사람도 없으면 노하여 밥도 먹지 않았다. 그 때문에 준불의의 통치는 엄격하였으나 가혹하지는 않았다.
시원 5년(기원전 82년), 자신이 무제의 태자 여태자라고 주장하는 이가 장안 북쪽에 나타났다. 수만 명의 장안 사람들이 그를 보러 갔고, 조정에서는 신하들로 하여금 진위를 파악하게 하는 한편 우장군 왕망이 병력을 이끌고 비상사태에 대비하였다. 승상·어사대부·구경 이하의 관원들 중 아무도 말을 꺼내는 이가 없었으나, 나중에 도착한 준불의는 곧바로 그를 포박하게 하였다. 어떤 사람이 준불의에게 진위를 파악한 다음에 잡아도 괜찮지 않겠느냐고 하니, 준불의는 《춘추》의 고사를 들어 비록 임금의 자식이라도 죄를 지었으면 용납하지 않음을 주장하였다. 한편 그 사람은 여태자가 아니고, 자신이 여태자를 닮았다는 말을 듣고 범행한 것으로 밝혀졌다. 준불의의 이 여태자 사칭 사건의 치리는 전한의 춘추결옥 사례로 언급된다.
소제와 곽광은 이 소식을 듣고 기뻐하였고, 준불의는 이후 조정에서 중히 대접받았다. 곽광은 자신의 딸을 준불의에게 주려 하였으나 준불의는 거절하였고, 얼마 후 질병으로 면직된 후 집에서 죽었다.

## 출전
- 반고, 《한서》 권19하 백관공경표 下·권71 준소우설평팽전·권63 무오자전

| 전임 건 | 전한의 경조윤 기원전 86년 ~ 기원전 81년 | 후임 번복 |